# Llengües rifenyes

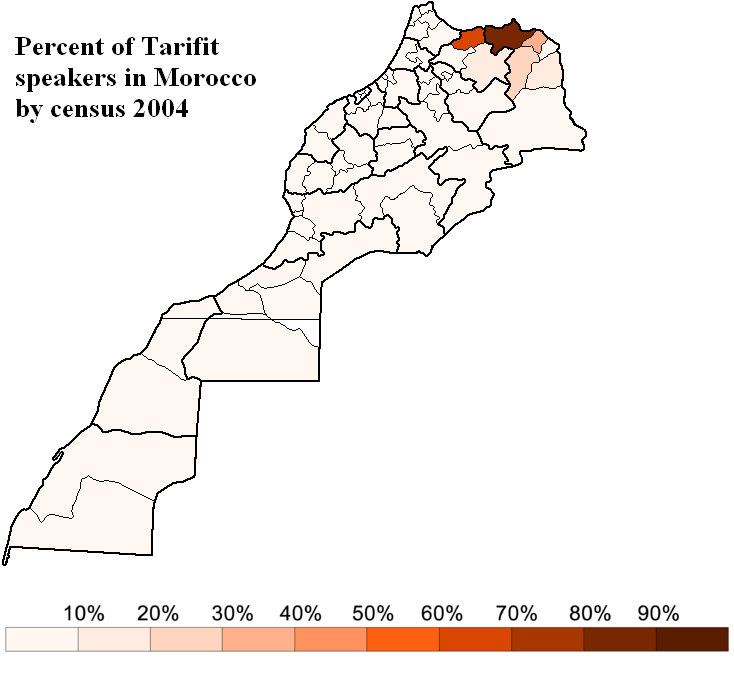
Percentatge de parlants de tarifit al Marroc en el cens de 2004 es pot trobar [http://www.hcp.ma/Recensement-general-de-la-population-et-de-l-habitat-2004_a633.html aquí

En algunes classificacions les llengües rifenyes són una branca de les llengües zenetes amazigues (llengües amazigues septentrionals), de la regió del Rif al Marroc, que inclou el rifeny, una de les principals llengües amazigues.
Blench (2006) considera que el rifeny és un continu dialectal, consistent en les següents varietats:
- Rifeny
- Ghomara
- Shawiya
- Tidikelt
- Tuwat
- Tlemcen
- Shelif